# Volo Aeroflot 5484
Il volo Aeroflot 5484 (in russo Рейс 5484 Аэрофлота?, Rejs 5484 Aeroflota) era un volo di linea interno da Odessa a Kazan' con scalo a Kiev che subì una perdita di controllo seguita dalla rottura in aria il 29 agosto 1979 sull'Oblast' di Tambov, uccidendo tutte le 63 persone a bordo. Rimane l'incidente più mortale di un Tupolev Tu-124, portando a sospendere permanentemente i servizi passeggeri regolari con questo tipo di aereo, che però venne ancora utilizzato dall'esercito sovietico.

## L'aereo e l'equipaggio
L'aereo coinvolto nell'incidente era un Tupolev Tu-124V alimentato da due motori Soloviev D-20P, registrato come CCCP-45038 presso la Direzione dell'aviazione civile del Volga di Aeroflot. Al momento dell'incidente l'aereo aveva effettuato 23 232 ore di volo e sostenuto 18&bnsp;369 cicli di pressurizzazione. I cinque membri dell'equipaggio che erano a bordo del volo erano il comandante, un copilota, un navigatore, un ingegnere di volo e un assistente di volo.

## L'incidente
Il volo 5484 è partito dallo scalo dell'aeroporto di Kiev-Boryspil' il 28 agosto alle 23:21 ora di Mosca (22:21 ora locale) con a bordo cinque membri dell'equipaggio e 58 passeggeri, tra cui cinque bambini. La notte era limpida con una visibilità che andava da 10 a 20 km (da 6,2 a 12,4 miglia; da 5,4 a 10,8 miglia marine). Dopo il decollo il volo salì a un'altitudine di crociera di 9.000 metri (30.000 piedi) e mantenne una velocità di 525–530 km/h (326–329 mph; 283–286 kn). Alle 00:23 il volo contattò il controllo del traffico aereo di Penza per segnalare l'ingresso nel loro spazio aereo. Fu l'ultima volta che l'equipaggio prese contatto con i controllori.
I flap vennero estesi per ragioni sconosciute alle 00:24:35 mentre il Tu-124 sfrecciava a una velocità di 530 km/h (330 mph; 290 kn) e volava a una rotta di 65°. I piloti notarono immediatamente che l'aereo stava iniziando a perdere quota e spensero il pilota automatico alle 00:24:43. I flap non si ritrassero, e la loro posizione indusse l'aereo a scendere rapidamente; l'equipaggio tirò la barra di comando nel tentativo di stabilizzare l'aereo, risultato raggiunto per qualche istante prima che iniziasse a rollare. La forza sulla barra di comando si ridusse alle 00:24:52, e successivamente i flap si estesero del tutto a 30°, causando una picchiata ripida che superò rapidamente la velocità massima di sicurezza di 590 km/h (370 mph; 320 kn).
Alle 00:25:13, meno di un minuto dopo l'estensione dei flap, l'aereo si trovava a un'altitudine di 6.000 metri (20.000 piedi) e volava a una velocità di 660 km/h (410 mph; 360 kn) con una velocità di discesa di 36 metri al secondo (7.100 piedi al minuto). In questa situazione il flap interno strappò l'ala destra, seguito dallo strappo dei flap esterni; il Tu-124 ruotò di a 45° al secondo (7,5 rpm). Alle 00:26 l'aereo di linea danneggiato raggiunse un'altitudine di 3.000 metri (9.800 piedi) mentre era a una velocità di 860 km/h (530 mph; 460 kn) e con una velocità di discesa di 280 m/s (55.000 ft/min), caricando una forza di 5 g sull'aereo, provocando la rottura dell'ala sinistra e della fusoliera a mezz'aria.
Il relitto del velivolo fu ritrovato alle 07:40 ora di Mosca nella città di Inokovka, sulle pianure alluvionali del fiume Vorona nell'Oblast' di Tambov nella RSFS russa. Il relitto era sparso su un'area di 10.750 per 1.650 m (35.270 per 5.410 piedi), con frammenti della fusoliera in un'area di 10.000 per 1.200 m (32.800 per 3.900 piedi). Tutti i 63 passeggeri e l'equipaggio perirono nell'incidente, che rimane il più mortale incidente di un Tu-124 nella storia dell'aviazione.

## Indagini
Il motivo esatto per cui i flap sono stati estesi ad altitudine di crociera non è stato scoperto perché le parti principali del sistema di controllo dei flap non si trovavano tra i rottami. Gli investigatori ipotizzarono diverse possibili cause, ma in primo luogo non produssero alcuna causa definitiva per questo fatto. Le possibili cause erano le seguenti:
1. Era possibile che il pilota in comando avesse erroneamente premuto l'interruttore per estendere i flap senza rendersene conto. I test del blocco su quell'interruttore mostrarono che era possibile estenderli accidentalmente.
2. Un malfunzionamento elettrico del segnale nel sistema di controllo dei flap; gli investigatori ipotizzarono che fosse possibile che un segnale proveniente da qualche parte possa averlo attivato, ma non rapidamente, e tale problema non sarebbe stato rilevato dai meccanici. Tuttavia, per verificare questa ipotesi, sono stati esaminati sei Tu-124 con sistemi di controllo dei flap identici, ma tutti i test hanno mostrato che il sistema di controllo dei flap funzionava in modo sicuro.

Non è inoltre noto il motivo per cui l'equipaggio ha allentato la presa sulla barra di comando. Le possibili ragioni includono:
1. L'equipaggio avrebbe potuto essere fuorviato dalle indicazioni del variometro, che indicava che l'aereo stava aumentando di quota a velocità comprese tra 15-20 m/s quando in realtà stava diminuendo ad una velocità di 40-45 m/s
2. L'equipaggio avrebbe potuto distogliere la propria attenzione verso altri compiti in cabina di pilotaggio, ad es. cambiare la potenza del motore, tentare di regolare i flap, controllare la posizione degli spoiler, ecc.;
3. Sovraccarico e velocità eccessiva sulla colonna di comando;
4. Sovraccarico dovuto alla velocità di discesa che limita la capacità dell'equipaggio di applicare una forza sufficiente;
5. Qualsiasi combinazione dei suddetti fattori.

## Conseguenze
Il Tupolev Tu-124 è stato ritirato dal servizio passeggeri regolare in URSS, ma è stato ancora utilizzato dall'esercito sovietico. Il design e il posizionamento dell'interruttore per rilasciare i flap sono stati modificati per evitarne l'attivazione accidentale.